# Peugeot type 506
Le Peugeot type 506 est un modèle de camion et d'autobus fabriqué par Peugeot de 1913 à 1914.

## Historique
Le type 506  apparaît en 1913 dans le catalogue commercial Peugeot mais un modèle similaire est présenté aux Mines dès 1911. 
La production a lieu de 1913 à 1914. À l'automne 1914, après le déclenchement de la Première Guerre mondiale, les derniers des 62 type 506 produits sont directement livrés à l'Armée française.
Le type 506 est décliné en camion de charge utile 3,5 t et en autobus de 20 ou 28 places.

## Conception
Le type 506 est équipé d'un moteur à essence Peugeot HO, à quatre cylindres 110 × 130 mm,. Son régime maximum est de 1 250 tr/min et il développe une puissance de 35 HP d'après le catalogue Peugeot (valeur réelle de 22 HP).
Extérieurement, il se caractère par une transmission à chaîne et des roues charronnées en bois (avec bandages). L'empattement du châssis est de 4,00 m.
Le poids à vide du camion type 506 est de 3 250 kg et la charge utile est de 3,5 t. Le plateau arrière de la version camion est long de 4,75 m.
C'est le plus rapide des camions Peugeot des années 1910, son moteur puissant pour un poids relativement léger (le même moteur HO est utilisé sur le type 507 de 5 t de charge utile) lui permet d'atteindre la vitesse maximale de 33 km/h.